# Lubień Kujawski (gmina)
Lubień Kujawski (do 1954 gmina Lubień) – gmina miejsko-wiejska w Polsce położona w województwie kujawsko-pomorskim, w powiecie włocławskim. W latach 1975–1998 gmina administracyjnie należała do województwa włocławskiego.
30 czerwca 2004 gminę zamieszkiwały 7603 osoby.

## Historia
Za Królestwa Polskiego gmina Lubień należała do powiatu włocławskiego w guberni warszawskiej. 19 maja?/31 maja 1870 do gminy przyłączono pozbawiony praw miejskich Lubień (od 1919 znów samodzielne miasto).

## Struktura powierzchni
Według danych z roku 2002 gmina Lubień Kujawski ma obszar 150,21 km², w tym:
- użytki rolne: 87%
- użytki leśne: 5%

Gmina stanowi 10,2% powierzchni powiatu.

## Demografia

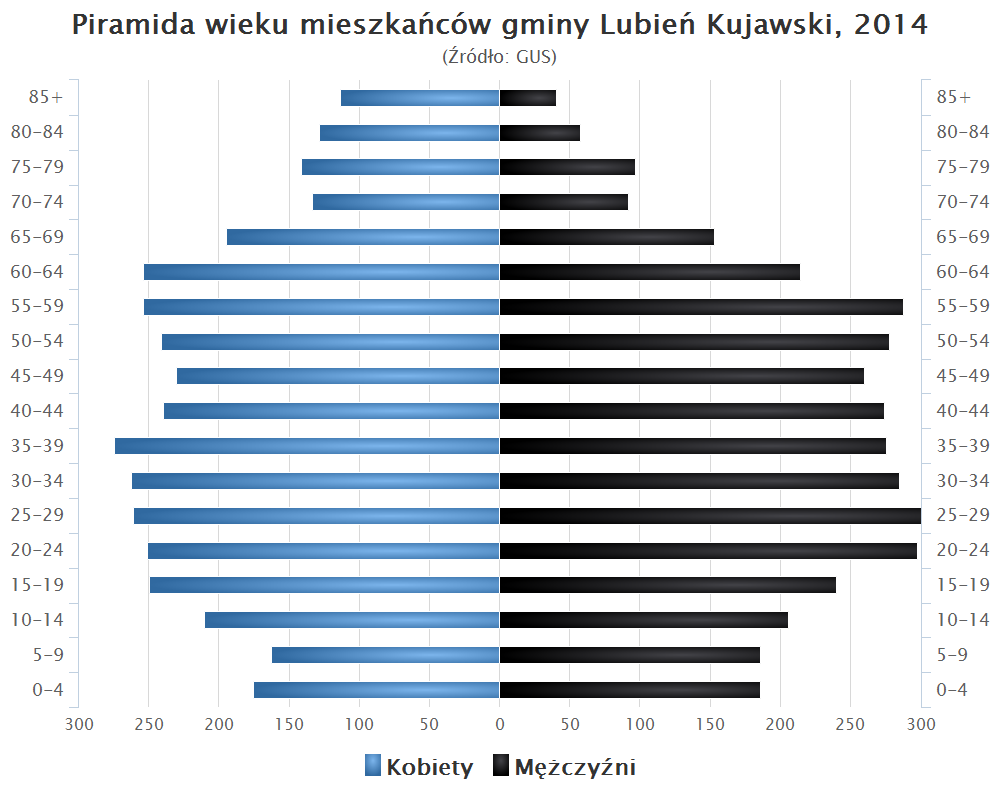
Piramida wieku mieszkańców gminy Lubień Kujawski w 2014 roku

Dane z 30 czerwca 2004:
| Opis                              | Ogółem | Ogółem | Kobiety | Kobiety | Mężczyźni | Mężczyźni |
| --------------------------------- | ------ | ------ | ------- | ------- | --------- | --------- |
| jednostka                         | osób   | %      | osób    | %       | osób      | %         |
| populacja                         | 7603   | 100    | 3762    | 49,5    | 3841      | 50,5      |
| gęstość zaludnienia (mieszk./km²) | 50,6   | 50,6   | 25      | 25      | 25,6      | 25,6      |

## Zabytki

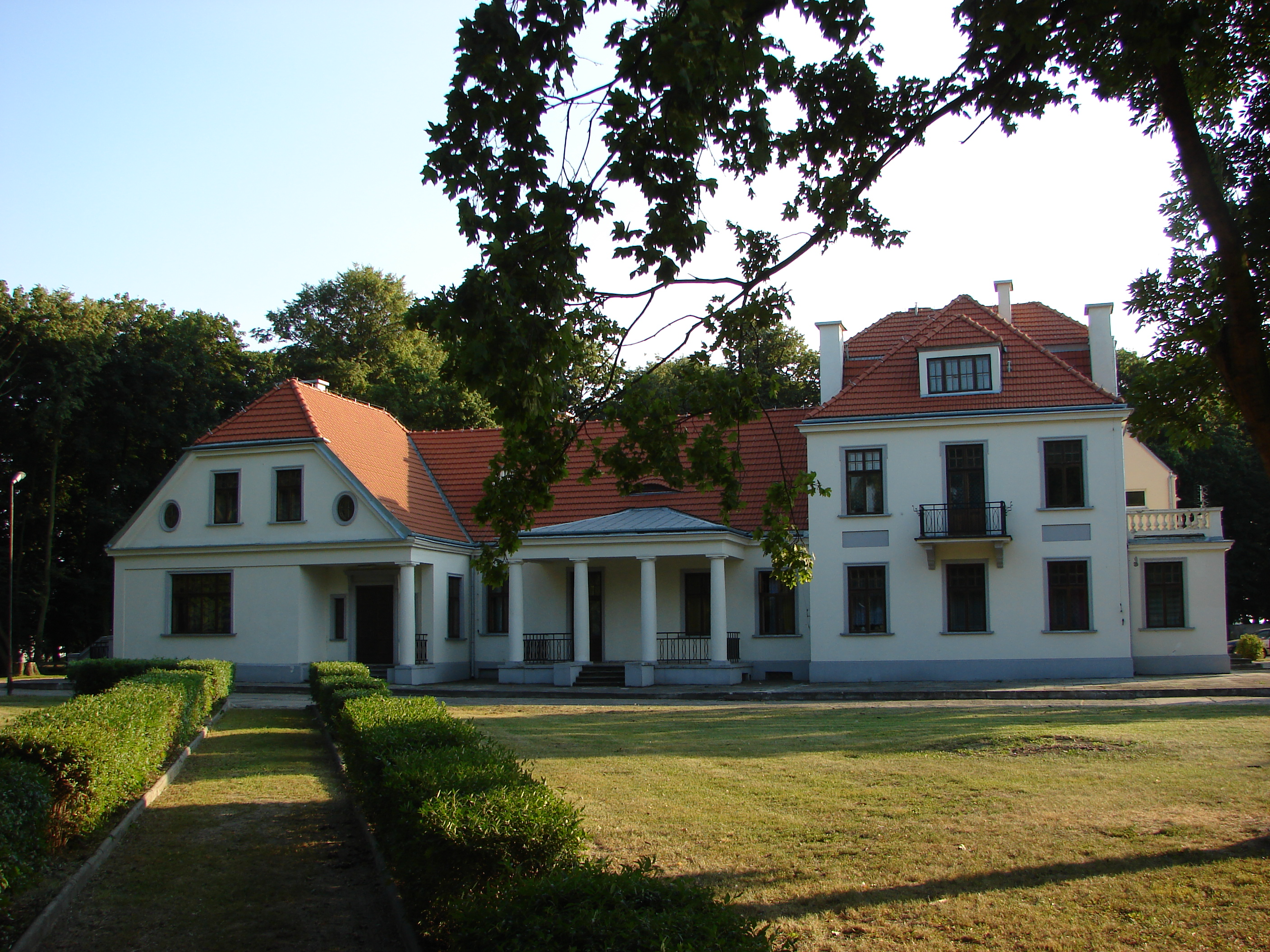
Dwór w Lubieniu Kujawskim

Wykaz zarejestrowanych zabytków nieruchomych na terenie gminy:
- zespół dworski w Kamiennej, obejmujący: dwór; kaplicę z 1913; oficynę tzw. Szubienicę z ok. 1900; park z XVIII/XIX w., nr 231/A z 27.11.1987 roku
- zespół kościelny parafii pod wezwaniem św. Prokopa w Kłóbce, obejmujący: kościół z 1880; murowane ogrodzenie z bramą, nr A/473/1-2 z 08.07.1996 roku
- zespół cmentarny rzymskokatolicki z drugiej połowy XIX w. w Kłóbce obejmujący: cmentarz; kaplicę; ogrodzenie z bramą, nr 381/A z 02.07.1996 roku
- zespół dworski z końca XIX w. w Kłóbce, obejmujący: dwór murowano-drewniany; park, nr 158/A z 17.09.1984 roku
- kościół parafii pod wezwaniem Najświętszego Serca Pana Jezusa z lat 1884-86 w Lubieniu Kujawskim, nr A/477 z 11.05.1994 roku
- dwór obronny z XIV-XVII w. w Lubieniu Kujawskim, nr 217/A z 30.12.1986 roku
- zespół dworski w Lubieniu Kujawskim, obejmujący: dwór drewniano-murowany z końca XVIII w.; park z połowy XIX w., nr 187/A z 17.09.1985 roku
- zespół dworski z XIX/XX w. w Rutkowicach, obejmujący: dwór; park z końca XIX w.; rządcówkę z ok. 1905; wozownię, obecnie magazyn i garaż z 1914; spichrz z 1914, nr 284/A z 24.09.1991 roku
- park dworski z XIX/XX w. w Rzeżewie Małym, nr 302/A z 18.01.1993 roku.

## Sołectwa
Antoniewo, Bagno, Beszyn, Bilno, Błędowo, Chojny, Czaple, Dziankowo, Gagowy, Gliznowo, Gole, Kaliska, Kanibród, Kłóbka, Kobyla Łąka, Kretkowo, Krzewie, Modlibórz, Morzyce, Narty, Rutkowice, Rzeżewo Małe, Szewo, Świerna, Wiktorowo, Wola Dziankowska, Wola Olszowa.

## Pozostałe miejscowości
Bileńska Kolonia, Błonie, Chwalibogowo, Dziankówek, Czaple Nowe, Gagowy Nowe, Gocław, Golska Huta, Henryków, Kaczawka, Kamienna, Kamienna (osada), Kąty, Kłóbska Kolonia, Kołomia, Kostulin, Krzewie Drugie, Narty-Piaski, Nowa Wieś, Nowy Młyn, Podgórze, Rzegocin, Rzeżewo-Morzyce, Siemiany, Sławęcin, Sławęckie Góry, Stępka, Stróże, Uchodze, Walentowo, Wąwał, Wola Olszowa-Parcele, Zakrzewo.

## Sąsiednie gminy
Baruchowo, Choceń, Chodecz, Dąbrowice, Gostynin, Kowal, Łanięta, Nowe Ostrowy